# Обикновена лентотелка
Обикновените лентотелки (Trachipterus trachypterus) са вид актиноптери от семейство Trachipteridae.
Те са незастрашен вид.
Таксонът е описан за пръв път от Йохан Фридрих Гмелин през 1789 година.